# Стаки, Софи
Софи Стаки (англ. Sophie Stuckey; род. 1 марта 1991, Лондон) — английская актриса.

## Биография
Софи Луиза Стаки родилась 1 марта 1991 года в Камдене, Лондон, Великобритания. Дебютировала в кино в 2002 году. Приобрела известность благодаря участию в фильмах «Тёмные силы» и «Женщина в чёрном».

## Фильмография
| Год       |     | Русское название           | Оригинальное название  | Роль              |
| --------- | --- | -------------------------- | ---------------------- | ----------------- |
| 2002      | ф   | Под гипнозом               | Doctor Sleep           | Хизер             |
| 2003      | ф   | Я захватываю замок         | I Capture the Castle   | Кассандра в 7 лет |
| 2004      | кор | Джиппо                     | Gyppo                  | Роза              |
| 2004      | тф  | Какая разница?             | Who Cares?             | Трикси            |
| 2005      | ф   | Тёмные силы                | The Dark               | Сара              |
| 2006      | с   | Убийства в Мидсомере       | Midsomer Murders       | Дора Саутерлей    |
| 2009      | ф   | Моё большое греческое лето | My Life in Ruins       | Кейтлин           |
| 2010—2011 | с   | Саммер в Трансильвании     | Summer in Transylvania | Саммер Фарли      |
| 2011      | с   | Расчет                     | The Reckoning          | Аманда Уилсон     |
| 2012      | ф   | Женщина в чёрном           | The Woman in Black     | Стелла Киппс      |
| 2012      | ф   | Спуск                      | Comedown               | Жасмин            |
| 2013      | с   | Безмолвный свидетель       | Silent Witness         | Карен Мастерс     |
| 2013      | с   | Индевор                    | Endeavour              | Памела Уолтерс    |
| 2013      | с   | Bepa                       | Vera                   | Ева Харпер        |